# Fußball-Europameisterschaft 2016/Deutschland
Dieser Artikel behandelt die deutsche Nationalmannschaft bei der Fußball-Europameisterschaft 2016 in Frankreich. Für die deutsche Mannschaft war es die zwölfte Teilnahme in Folge und das dritte Mal, dass man als Weltmeister teilnahm. Sie erreichte das Halbfinale und schied in diesem gegen den Gastgeber Frankreich aus.

## Qualifikation

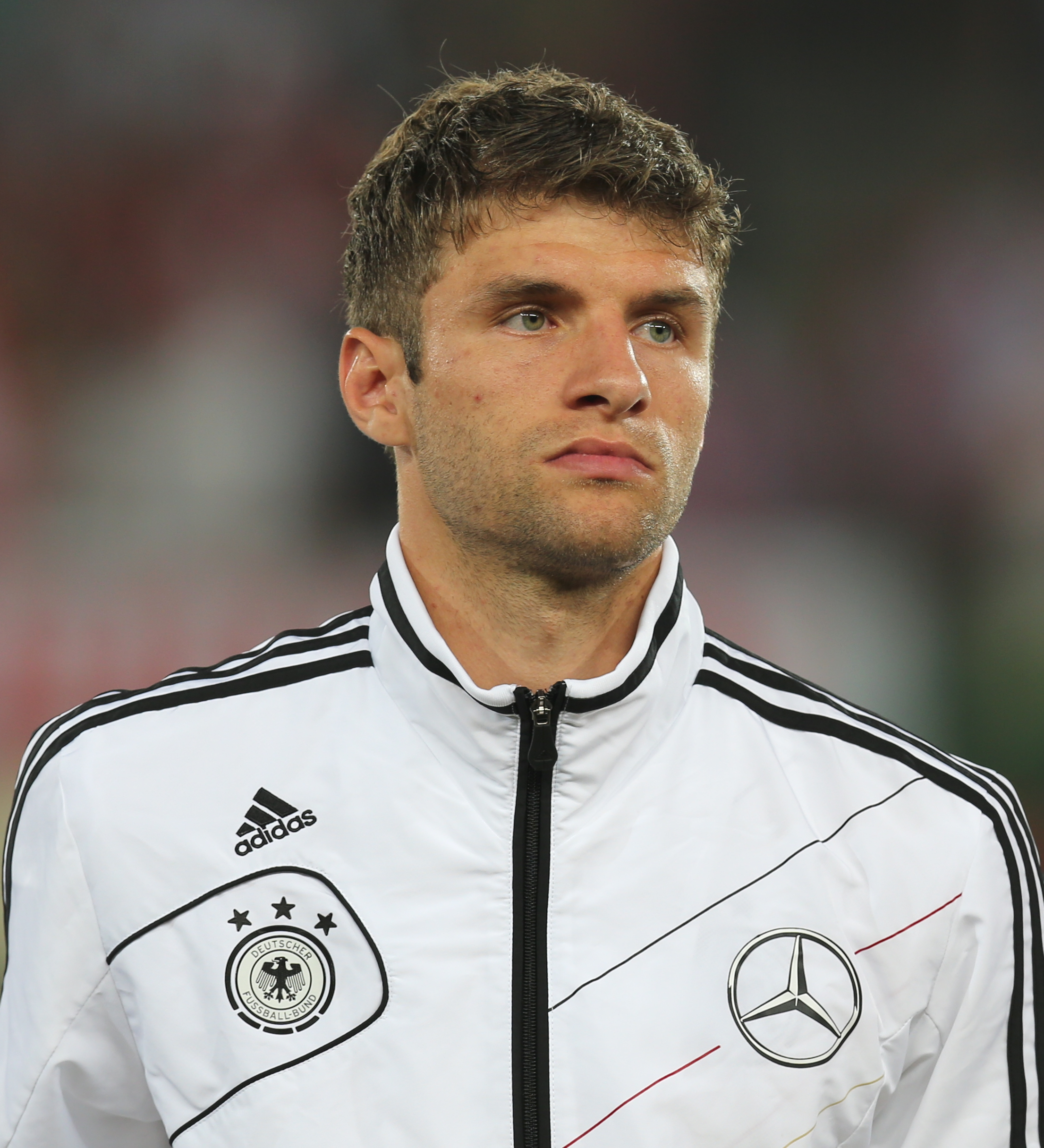
Thomas Müller, bester Torschütze der deutschen Mannschaft in der Qualifikation

Deutschland absolvierte die Qualifikation zur Europameisterschaft in der Gruppe D. Nach der erfolgreichen WM waren Rekordtorschütze Miroslav Klose, Per Mertesacker und Kapitän Philipp Lahm zurückgetreten. Für Lahm wurde Bastian Schweinsteiger neuer Mannschaftskapitän, aufgrund von Verletzungen kam er aber nur zu vier Einsätzen und wurde dann von Manuel Neuer vertreten.
Die deutsche Mannschaft tat sich in der Qualifikation teilweise schwer; zwar wurden die meisten Spiele dominiert, aber in Polen musste trotz Dominanz die erste Niederlage gegen Polen überhaupt hingenommen werden. Im Heimspiel gegen Irland kassierte sie in der Nachspielzeit noch den Ausgleich und in Irland wurde erstmals ein Pflichtspiel gegen die Iren verloren. Dennoch reichte es am Ende zum ersten Platz.
Insgesamt setzte Bundestrainer Löw 29 Spieler ein. Nur Jérôme Boateng kam in allen zehn Spielen zum Einsatz, einmal pausierten Mario Götze, Toni Kroos, Thomas Müller und Manuel Neuer. Zu ihren ersten Länderspielen kamen in der Qualifikation Karim Bellarabi, Emre Can und Jonas Hector. Bester deutscher Torschütze war Thomas Müller mit neun Toren, der damit den dritten Platz in der Torschützenliste belegte, wobei der zweitplatzierte Zlatan Ibrahimović drei seiner elf Tore in den beiden Playoff-Spielen erzielte.
Im Laufe der Qualifikation fiel Deutschland, das nach der WM 2014 auf den ersten Platz der FIFA-Weltrangliste geklettert war, aber zwischenzeitlich auf den dritten Platz zurück.

### Spiele
Alle Resultate aus deutscher Sicht.
| Datum      | Spielort                                        | Gegner     | Ergebnis  | Torschützen |
| ---------- | ----------------------------------------------- | ---------- | --------- | --- |
| 07.09.2014 | Westfalenstadion, Dortmund                      | Schottland | 2:1 (1:0) | 1:0 Thomas Müller (18.), 1:1 Ikechi Anya (66.), 2:1 Thomas Müller (70.)                                                                                     |
| 11.10.2014 | PGE Narodowy, Warschau (POL)                    | Polen      | 0:2 (0:0) | 0:1 Arkadiusz Milik (51.), 0:2 Sebastian Mila (88.) |
| 14.10.2014 | Veltins-Arena, Gelsenkirchen                    | Irland     | 1:1 (0:0) | 1:0 Toni Kroos (71.), 1:1 John O’Shea (90.+4′) |
| 14.11.2014 | Grundig Stadion, Nürnberg                       | Gibraltar  | 4:0 (3:0) | 1:0, 2:0 Thomas Müller (12., 29.), 3:0 Mario Götze (38.), 4:0 Yogan Santos (67./Eigentor)                                                                   |
| 29.03.2015 | Boris-Paitschadse-Nationalstadion, Tiflis (GEO) | Georgien   | 2:0 (2:0) | 1:0 Marco Reus (39.), 2:0 Thomas Müller (44.) |
| 13.06.2015 | Estádio Algarve, Faro/Loulé (POR)               | Gibraltar  | 7:0 (1:0) | 1:0 André Schürrle (28.), 2:0 Max Kruse (47.), 3:0 İlkay Gündoğan (51.), 4:0 Karim Bellarabi (57.), 5:0, 6:0 André Schürrle (65., 71.), 7:0 Max Kruse (81.) |
| 04.09.2015 | Commerzbank-Arena, Frankfurt am Main            | Polen      | 3:1 (2:1) | 1:0 Thomas Müller (12.), 2:0 Mario Götze (19.), 2:1 Robert Lewandowski (37.), 3:1 Mario Götze (82.)                                                         |
| 07.09.2015 | Hampden Park, Glasgow (SCO)                     | Schottland | 3:2 (2:2) | 1:0, 2:1 Thomas Müller (18., 34.), 1:1 Mats Hummels (28./Eigentor), 2:2 James McArthur (43.), 3:2 İlkay Gündoğan (54.)                                      |
| 08.10.2015 | Aviva Stadium, Dublin (IRL)                     | Irland     | 0:1 (0:0) | 0:1 Shane Long (70.) |
| 11.10.2015 | Red Bull Arena, Leipzig                         | Georgien   | 2:1 (0:0) | 1:0 Thomas Müller (50./Elfmeter), 1:1 Jaba Kankava (53.), 2:1 Max Kruse (79.)                                                                               |

### Tabelle
| Pl. | Land        | Sp. | S | U | N  | Tore    | Diff. | Punkte |
| --- | ----------- | --- | - | - | -- | ------- | ----- | ------ |
| 1.  | Deutschland | 10  | 7 | 1 | 2  | 024:900 | +15   | 22     |
| 2.  | Polen       | 10  | 6 | 3 | 1  | 033:100 | +23   | 21     |
| 3.  | Irland      | 10  | 5 | 3 | 2  | 019:700 | +12   | 18     |
| 4.  | Schottland  | 10  | 4 | 3 | 3  | 022:120 | +10   | 15     |
| 5.  | Georgien    | 10  | 3 | 0 | 7  | 010:160 | −6    | 09     |
| 6.  | Gibraltar   | 10  | 0 | 0 | 10 | 002:560 | −54   | 0      |

## Vorbereitung
Nach der geglückten Qualifikation bestritt die deutsche Mannschaft am 13. November 2015 in St-Denis ein Testspiel gegen Gastgeber Frankreich, das mit 0:2 verloren wurde. Während des Spiels kam es zu Terroranschlägen am Stadion und in Paris. Das für den 17. November 2015 in Hannover angesetzte Länderspiel gegen die Niederlande wurde 90 Minuten vor Spielbeginn abgesagt, da es Hinweise auf einen möglichen Anschlag gab. Am 24. und 25. Januar 2016 fand eine Zusammenkunft der Spieler und Betreuer in München mit Marketingaktivitäten und der Einstimmung auf die EM statt. Am 26. März 2016 wurde in Berlin ein Spiel gegen England mit 2:3 verloren, wobei Mario Gómez mit dem Treffer zum 2:0 erstmals seit der EM 2012 wieder ein Länderspieltor erzielte. Drei Tage später wurde in München gegen Italien mit 4:1 gewonnen. Dies war der erste Sieg gegen Italien seit 1995 und der Sieg mit der höchsten Tordifferenz (5:2) seit dem Jahr 1939. Für die beiden Testspiele berief Bundestrainer Joachim Löw erstmals Jonathan Tah, der gegen England auch zum Einsatz kam.
Die eigentliche Vorbereitung begann nach Ende der Bundesligasaison am 24. Mai 2016, einen Tag später als zunächst geplant, in Ascona. Das Trainingslager fand zusammen mit der U-20-Mannschaft statt. Am 29. Mai verlor eine ohne viele Stammspieler angetretene Mannschaft mit vier Neulingen (Brandt, Kimmich, Leno und Weigl) ein Benefizspiel gegen die Slowakei in Augsburg nach 1:0-Führung mit 1:3 bei teilweise extremen Platzverhältnissen infolge starker Niederschläge. Am 31. Mai wurde der endgültige EM-Kader benannt gegeben, nachdem Bundestrainer Löw den vorläufigen, noch zu reduzierenden Kader bereits am 17. Mai benannt hatte. Am 4. Juni wurde ein letzter Test gegen Ungarn in Gelsenkirchen mit 2:0 gewonnen. Drei Tage später wurde das EM-Quartier im Hotel Ermitage in Évian-les-Bains am Genfersee bezogen.

## Kader
Am 17. Mai 2016 wurde ein vorläufiger Kader mit 27 Spielern benannt, der noch auf 23 Spieler reduziert werden musste. Es wurden Spieler von 17 Vereinen nominiert. Am 31. Mai benannte Bundestrainer Löw den endgültigen Kader und strich Karim Bellarabi, Julian Brandt (beide Bayer 04 Leverkusen), Sebastian Rudy (TSG 1899 Hoffenheim) sowie aus Verletzungsgründen Marco Reus (Borussia Dortmund) aus dem Aufgebot. Antonio Rüdiger (AS Rom) zog sich am 7. Juni im ersten Training nach Bezug des Mannschaftshotels in Évian-les-Bains einen Kreuzbandriss zu und fiel für das Turnier aus. Für ihn wurde Jonathan Tah (Bayer 04 Leverkusen) nachnominiert. 14 Spieler spielen in der deutschen Bundesliga, neun in anderen europäischen Ligen. Mit fünf Spielern stellte der deutsche Meister und Pokalsieger FC Bayern München die meisten Spieler des deutschen Aufgebots. Deutschland stellte zwar nach der Nachnominierung von Jonathan Tah den im Schnitt jüngsten Kader, hatte aber die meisten Spieler mit EM-Erfahrung (13 Spieler mit insgesamt 69 EM-Spielen). Die zehn spanischen Spieler mit EM-Erfahrung hatten aber mehr EM-Spiele bestritten (81). Für Bastian Schweinsteiger und Lukas Podolski war es bereits die siebte Endrunde einer Europa- oder Weltmeisterschaft.
| Nr. | Position   | Name                   | Verein               | Geburts- datum | NM-Sp. 1 | LS-Tore 1 | Debüt | Anzahl der Spiele | Tor | Gelbe Karte | Gelb-Rote Karte | Rote Karte |
| --- | ---------- | ---------------------- | -------------------- | -------------- | -------- | --------- | ----- | ----------------- | --- | ----------- | --------------- | ---------- |
| 01  | Torhüter   | Manuel Neuer (2. )     | FC Bayern München    | 27. März 1986  | 065      | 0         | 2009  | 6                 |     |             |                 |            |
| 12  | Torhüter   | Bernd Leno             | Bayer 04 Leverkusen  | 4. März 1992   | 001      | 0         | 2016  |                   |     |             |                 |            |
| 22  | Torhüter   | Marc-André ter Stegen  | FC Barcelona         | 30. Apr. 1992  | 006      | 0         | 2012  |                   |     |             |                 |            |
| 02  | Abwehr     | Shkodran Mustafi       | FC Valencia 2        | 17. Apr. 1992  | 010      | 0         | 2014  | 2                 | 1   |             |                 |            |
| 03  | Abwehr     | Jonas Hector           | 1. FC Köln           | 27. Mai 1990   | 014      | 01        | 2014  | 6                 |     |             |                 |            |
| 04  | Abwehr     | Benedikt Höwedes       | FC Schalke 04        | 29. Feb. 1988  | 034      | 02        | 2011  | 6                 |     |             |                 |            |
| 05  | Abwehr     | Mats Hummels           | Borussia Dortmund 3  | 16. Dez. 1988  | 046      | 04        | 2010  | 4                 |     | 2           |                 |            |
| 14  | Abwehr     | Emre Can               | FC Liverpool         | 12. Jan. 1994  | 006      | 0         | 2015  | 1                 |     | 1           |                 |            |
| 16  | Abwehr     | Jonathan Tah           | Bayer 04 Leverkusen  | 11. Feb. 1996  | 001      | 0         | 2016  |                   |     |             |                 |            |
| 17  | Abwehr     | Jérôme Boateng         | FC Bayern München    | 3. Sep. 1988   | 059      | 0         | 2009  | 6                 | 1   | 1           |                 |            |
| 06  | Mittelfeld | Sami Khedira (V)       | Juventus Turin       | 4. Apr. 1987   | 060      | 05        | 2009  | 5                 |     | 1           |                 |            |
| 07  | Mittelfeld | Bastian Schweinsteiger | Manchester United    | 1. Aug. 1984   | 115      | 23        | 2004  | 5                 | 1   | 2           |                 |            |
| 08  | Mittelfeld | Mesut Özil             | FC Arsenal           | 15. Okt. 1988  | 073      | 19        | 2009  | 6                 | 1   | 2           |                 |            |
| 09  | Mittelfeld | André Schürrle         | VfL Wolfsburg 4      | 6. Nov. 1990   | 052      | 20        | 2010  | 3                 |     |             |                 |            |
| 10  | Mittelfeld | Lukas Podolski         | Galatasaray Istanbul | 4. Juni 1985   | 128      | 48        | 2004  | 1                 |     |             |                 |            |
| 11  | Mittelfeld | Julian Draxler         | VfL Wolfsburg        | 20. Sep. 1993  | 019      | 01        | 2012  | 5                 | 1   |             |                 |            |
| 13  | Mittelfeld | Thomas Müller          | FC Bayern München    | 13. Sep. 1989  | 071      | 32        | 2010  | 6                 |     |             |                 |            |
| 15  | Mittelfeld | Julian Weigl           | Borussia Dortmund    | 8. Sep. 1995   | 001      | 0         | 2016  |                   |     |             |                 |            |
| 18  | Mittelfeld | Toni Kroos             | Real Madrid          | 4. Jan. 1990   | 065      | 11        | 2010  | 6                 |     |             |                 |            |
| 21  | Mittelfeld | Joshua Kimmich         | FC Bayern München    | 8. Feb. 1995   | 001      | 0         | 2016  | 4                 |     | 1           |                 |            |
| 19  | Angriff    | Mario Götze            | FC Bayern München 5  | 3. Juni 1992   | 052      | 17        | 2010  | 4                 |     |             |                 |            |
| 20  | Angriff    | Leroy Sané             | FC Schalke 04 6      | 11. Jan. 1996  | 003      | 0         | 2015  | 1                 |     |             |                 |            |
| 23  | Angriff    | Mario Gómez (V)        | Beşiktaş Istanbul 7  | 10. Juli 1985  | 064      | 27        | 2007  | 4                 | 2   |             |                 |            |

Trainer: Joachim Löw
(V) = Verletzt

## Endrunde
Bei der am 12. Dezember 2015 stattgefundenen Auslosung der sechs Endrundengruppen war Deutschland als Führender in der UEFA-Wertung in Topf 1 gesetzt. Deutschland wurde als Gruppenkopf der Gruppe C gelost. Gegner sind Nordirland sowie die beiden Co-Gastgeber der letzten EM Polen und die Ukraine. Gegen alle drei hat Deutschland eine positive Bilanz. Gegen Nordirland gab es in 14 Spielen acht Siege, vier Remis und zwei Niederlagen – beide in der Qualifikation für die EM 1984 als Deutschland zum letzten Mal vor dieser Qualifikation zwei EM-Qualifikationsspiele verloren hatte und nur durch die mehr erzielten Tore die Endrunde erreichte – der direkte Vergleich zählte damals noch nicht. Vor der Auslosung hatte sich Teammanager Oliver Bierhoff die Nordiren als einen der drei Gruppengegner gewünscht, da er in Nordirland seinen schnellsten Hattrick erzielt hatte. Deutschland und Nordirland sind auch Gruppengegner in der nach der EM beginnenden Qualifikation für die WM 2018. Qualifikationsgegner Polen war zuvor 20-mal Gegner. 13 Spiele wurden gewonnen, sechs endeten remis und nur eins wurde verloren. Gegen die Ukraine wurde dagegen zuvor noch nie verloren. In fünf Spielen gab es zwei Siege in Heimspielen und drei Remis in der Ukraine. Vier davon fanden im Rahmen der Qualifikationen für die Weltmeisterschaften 1998 und 2002 statt. Deutschland hatte zuvor sechsmal in Paris und viermal in Saint-Denis (in vielen Statistiken auch unter Paris geführt), aber noch nie in Lille gespielt.
Nach dem Auftaktsieg gegen die Ukraine, bei dem der in der 90. Minute eingewechselte Bastian Schweinsteiger in der Nachspielzeit das Tor zum 2:0-Endstand erzielte, trat die deutsche Mannschaft im zweiten Spiel gegen Polen auf nur einer Position verändert an: der wieder einsatzfähige Mats Hummels ersetzte Shkodran Mustafi, der im ersten Spiel das erste Tor erzielt hatte. Nach der torlosen Partie änderte Bundestrainer Löw für das dritte Spiel gegen Nordirland die Aufstellung auf zwei Positionen: Joshua Kimmich kam für Benedikt Höwedes auf der rechten Außenverteidigerseite ins Spiel und interpretierte die Rolle offensiver, was das Angriffsspiel belebte. Zudem kam Mario Gómez für Julian Draxler ins Spiel, übernahm aber die Position von Mario Götze, der ins Mittelfeld rückte. Gómez war es dann auch, der nach Vorarbeit von Thomas Müller das einzige Tor des Spiels erzielte. Da die Polen auch nur 1:0 gegen die Ukraine gewannen und damit insgesamt ein Tor weniger erzielten als Deutschland, wurde die deutsche Mannschaft Gruppensieger.

### Gruppenphase
| Pl. | Land        | Sp. | S | U | N | Tore    | Diff. | Punkte |
| --- | ----------- | --- | - | - | - | ------- | ----- | ------ |
| 1.  | Deutschland | 3   | 2 | 1 | 0 | 003:000 | +3    | 07     |
| 2.  | Polen       | 3   | 2 | 1 | 0 | 002:000 | +2    | 07     |
| 3.  | Nordirland  | 3   | 1 | 0 | 2 | 002:200 | ±0    | 03     |
| 4.  | Ukraine     | 3   | 0 | 0 | 3 | 000:500 | −5    | 0      |

|                                                              |   |             |           |
| So., 12. Juni 2016 um 21:00 Uhr in Villeneuve-d’Ascq (Lille) |   |             |           |
| Deutschland                                                  | – | Ukraine     | 2:0 (1:0) |
| Do., 16. Juni 2016 um 21:00 Uhr in Saint-Denis               |   |             |           |
| Deutschland                                                  | – | Polen       | 0:0       |
| Di., 21. Juni 2016 um 18:00 Uhr in Paris                     |   |             |           |
| Nordirland                                                   | – | Deutschland | 0:1 (0:1) |

### K.-o.-Phase
Als Sieger der Gruppe C traf Deutschland im Achtelfinale am 26. Juni 2016 um 18:00 Uhr in Villeneuve-d’Ascq (Lille) auf den Dritten der Gruppe B, die Slowakei. Gegen die Slowaken gab es zuvor in zehn Spielen sieben Siege und drei Niederlagen, zuletzt bei einem Vorbereitungsspiel vor der EM in Augsburg mit 1:3. In zwei Pflichtspielen gewann die deutsche Mannschaft. Nach einem ungefährdeten 3:0-Sieg traf Deutschland im Viertelfinale auf die italienische Mannschaft, gegen die Deutschland bei der vorangegangenen Europameisterschaft im Halbfinale verloren hatte. Gegen Italien hatte es in bisher 33 Spielen acht Siege, zehn Remis und 15 Niederlagen, aber noch keinen Pflichtspielsieg gegeben. Beim letzten Freundschaftsspiel im März gelang aber einer der beiden höchsten Siege gegen die Italiener, die fünf Tage zuvor ein 1:1 gegen Spanien erreicht hatten.
Gegen die Italiener änderte Löw die Elf zunächst nur auf einer Position: Für den Ex-Schalker Draxler, der gegen die Slowakei noch als Man of the match ausgezeichnet wurde, kam der Schalker Benedikt Höwedes in die Mannschaft, da Löw in der Abwehr auf eine Dreierkette umstellte. Nach einer Viertelstunde musste dann Sami Khedira wegen Adduktorenproblemen ausgewechselt werden. Für ihn kam Bastian Schweinsteiger auf den Platz, der von seinem Vertreter Manuel Neuer die Kapitänsbinde übernahm und damit erstmals zu einem längeren Einsatz bei der EM kam. Er erzielte auch das erste Tor, das aber wegen eines Foulspiels nicht anerkannt wurde. Weitere Torchancen blieben auf beiden Seiten zunächst aus, da die Italiener insbesondere Toni Kroos gezielt am Aufbauspiel hinderten und sich ihrerseits nicht gegen die deutschen Innenverteidiger durchsetzen konnten. In der zweiten Halbzeit gelang Mesut Özil nach Vorarbeit von Gómez und Hector der Führungstreffer. Gómez hatten noch die Chance auf 2:0 zu erhöhen, scheiterte aber an Gianluigi Buffon und musste kurz danach wegen muskulärer Probleme ebenfalls ausgewechselt werden. Für ihn kam Draxler zurück in die Mannschaft, konnte aber keine Impulse mehr setzen. Stattdessen konnten die Italiener nach einem unabsichtlichen Handspiel von Boateng im Strafraum per Handelfmeter ausgleichen. Da danach keine weiteren Tore mehr fielen, kam es zum Elfmeterschießen. Hier verschossen zwar erstmals drei deutsche Spieler, aber auch vier Italiener, was ein neuer Negativrekord bei EM-Turnieren ist. Mit 6:5 setzte sich die deutsche Mannschaft schlussendlich durch und damit erstmals gegen Italien bei einem Turnier. Wermutstropfen dabei waren die Gelbsperre für Mats Hummels im Halbfinale, der die zweite Gelbe Karte erhielt, und die Verletzungen von Khedira und Gómez. Während Khedira für das Halbfinale ausfiel, war für Gómez das Turnier vorzeitig beendet. Frankreich war der Gegner im Halbfinale. Gegen Frankreich hatte Deutschland bei EM-Turnieren noch nie gespielt. Die Gesamtbilanz gegen die Franzosen ist negativ. In zuvor 27 Spielen hatte es nur neun Siege und sechs Remis (mit einem Sieg im Elfmeterschießen), aber zwölf Niederlagen gegeben, zuletzt am 13. November in der Terrornacht von Paris. In Pflichtspielen – alle bei Weltmeisterschaften –  war die Bilanz aus deutscher Sicht bis hierhin dagegen positiv: zwei Siege, ein Remis mit Sieg im Elfmeterschießen und eine Niederlage – im Spiel um Platz 3 bei der WM 1958.
Bundestrainer Löw war durch die Sperre von Hummels und die verletzungsbedingten Ausfälle von Gómez und Khedira erneut gezwungen die Mannschaft zu verändern. So kehrte er zur Viererkette zurück, in der Höwedes den Platz von Hummels übernahm. Auf den Platz von Khedira rückte Emre Can, der damit zu seinem ersten EM-Spiel kam. Den Platz von Kroos übernahm Kapitän Schweinsteiger, dessen Einsatz lange fraglich war. Kroos rückte weiter nach vorne und hatte damit mehr Freiheiten für den Spielaufbau. Draxler kehrte in die Startelf zurück und wurde wieder auf der linken Seite eingesetzt, wogegen Müller die Position von Gómez übernahm. Nach stürmischer Anfangsphase der Franzosen, in der Neuer einen Schuss von Griezmann abwehren konnte, bekam die deutsche Mannschaft das Spiel immer mehr unter Kontrolle und kam ihrerseits zu guten Torchancen, die aber nicht genutzt werden konnten. In der Nachspielzeit der ersten Halbzeit bekam Schweinsteiger dann bei einer Ecke den Ball im Strafraum an die Hand und Schiedsrichter Rizzoli entschied auf Strafstoß, den Griezmann verwandeln konnte. Zu Beginn der zweiten Halbzeit gerieten die Deutschen zwar wieder unter Druck, konnten aber dann erneut die Spielkontrolle übernehmen. Nach knapp einer Stunde musste Boateng verletzt ausgewechselt werden, für ihn kam Mustafi zu seinem zweiten Einsatz. Da auch in der zweiten Halbzeit die herausgespielten Torchancen der Deutschen nicht genutzt werden konnten, verstärkte Löw den Angriff und brachte in der 67. Minute Götze für Can, der dem Spiel aber keine neuen Impulse geben konnte. Fünf Minuten später verzettelte sich aber die deutsche Abwehr beim Spielaufbau im eigenen Strafraum, so dass die Franzosen den Ball zurückbekamen, Paul Pogba vor das Tor flanken und Neuer den Ball nur vor die Füße von Griezmann abklatschen konnte, der sich die Chance nicht nehmen ließ und auf 2:0 erhöhte. Die anschließende Einwechslung von Leroy Sané für Schweinsteiger konnte das Blatt dann auch nicht mehr wenden. Damit schied Deutschland erstmals seit 1958 wieder bei einem großen Turnier im Halbfinale gegen den Gastgeber und gegen Frankreich aus. Nach Abschluss des Turniers wurden drei Spieler aus der deutschen Mannschaft für die Mannschaft des Turniers nominiert: Jérôme Boateng, Joshua Kimmich und Toni Kroos.
Deutschland konnte durch die EM-Spiele zwar neun Punkte in der FIFA-Weltrangliste hinzugewinnen, den vierten Platz halten und sechs Punkte auf den Dritten Kolumbien gut machen, verlor aber Punkte auf den Weltranglistenführenden Argentinien, der im gleichen Zeitraum bei der Copa América Centenario den zweiten Platz belegte und mehr Punkte hinzugewann, sowie die zweitplatzierten Belgier, die acht Punkte mehr hinzugewannen. Zudem konnte Copa-Gewinner Chile, der zu diesem Zeitpunkt weiterhin auf Platz 5 lag, einige Punkte auf Deutschland gutmachen. Auch die beiden Finalisten Frankreich und Portugal, die auf Platz 7 und 6 kletterten, konnten den Abstand zur Spitze verkleinern.
|                                                                           |   |            |                                 |
| Achtelfinale So., 26. Juni 2016 um 18:00 Uhr in Villeneuve-d’Ascq (Lille) |   |            |                                 |
| Deutschland                                                               | – | Slowakei   | 3:0 (2:0)                       |
| Viertelfinale Sa., 2. Juli 2016 um 21:00 Uhr in Bordeaux                  |   |            |                                 |
| Deutschland                                                               | – | Italien    | 1:1 n. V. (1:1, 0:0), 6:5 i. E. |
| Halbfinale Do., 7. Juli 2016 um 21:00 Uhr in Marseille                    |   |            |                                 |
| Deutschland                                                               | – | Frankreich | 0:2 (0:1)                       |

## Prämienregelung
Wie bereits bei der Fußball-Weltmeisterschaft 2014 wurde vom DFB für jeden Nationalspieler der deutschen Nationalmannschaft die Rekordprämie von 300.000 Euro für den Titelgewinn ausgelobt. Für die Teilnahme am Endspiel hätte jeder Spieler 150.000 Euro erhalten. Der Halbfinal-Einzug wurde mit 100.000 Euro pro Spieler honoriert. Die Prämien wurden an alle Spieler des Kaders ausgeschüttet, unabhängig von der Anzahl ihrer Einsätze. Wären sie im Viertelfinale ausgeschieden, hätte jeder Spieler 50.000 Euro erhalten. Bei einem Scheitern vor dem Viertelfinale wären Bonuszahlungen durch den Verband entfallen.